# クリーブランド地下鉄

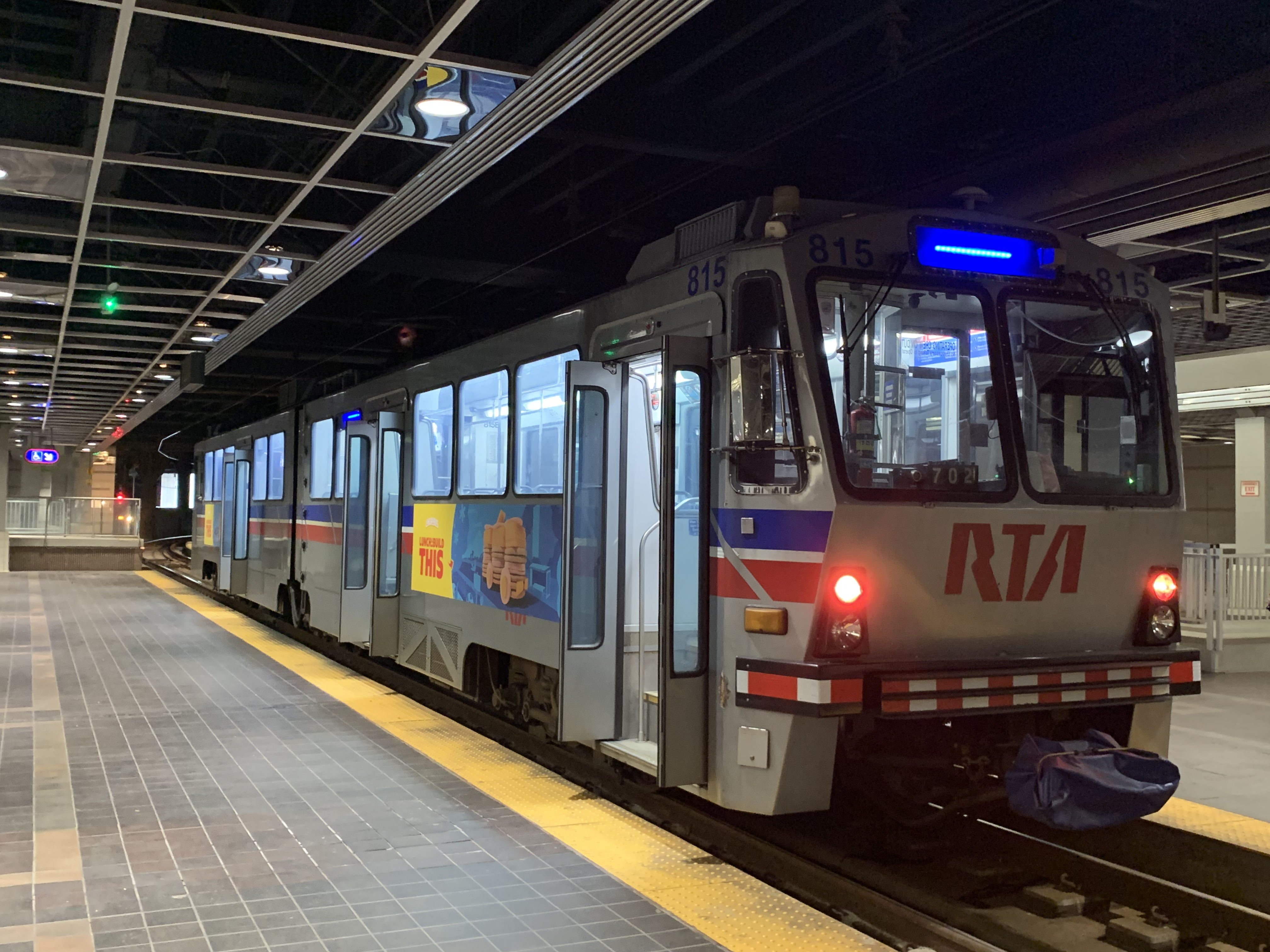
ブルーラインのタワーシティセンター駅

クリーブランド地下鉄（Cleveland Rapid Transit）は、アメリカ合衆国オハイオ州のクリーブランドにある地下鉄。クリーブランド地域交通局（RTA）が運営している。

## 歴史
1955年3月に開業した。その時の営業区間は、Tower City Public Square~Windermere間だった。1968年11月には北アメリカ初となる、空港と大都市を結ぶ空港連絡地下鉄を開業させた。

## 運営組織
- Greater Cleveland Regional Transit Authority（RTA）

(http://www.rideRTA.com/)

## 路線
- レッドラインはAirport - Windermere 間を結ぶ。1985年から日本製の地下鉄車両が使用されている。
- ブルーラインとグリーンラインはタワーシティセンター駅が起点となる。路面電車用の小型車両で運行している。

- 「ウォーターフロントライン」はブルーラインとグリーンラインの延伸部に付けられた名称である。1996年に開業したが利用者数は需要予測を大幅に下回り赤字路線となった。2024年以降は週末のみ運行している。工業地帯だったザ・フラッツ地区の都市再開発が不振だったことが原因と言われている[1] 。

## 乗車方法
乗車券を購入し、自動改札機に入れる。利用案内は英語。

## 運賃
2009年9月1日の改定により、片道の均一運賃は$2.25に引き上げられた。5回分の回数券に相当するカードは、プレミアはなく$11.25。RTAが運行するバス等を含めて乗り放題の1日パス券は$5.00（こどもは$2.50）である。このほか、週単位、月単位のパスもあり、高齢者や障害者を対象とした割引制度もある。